# Medtronic

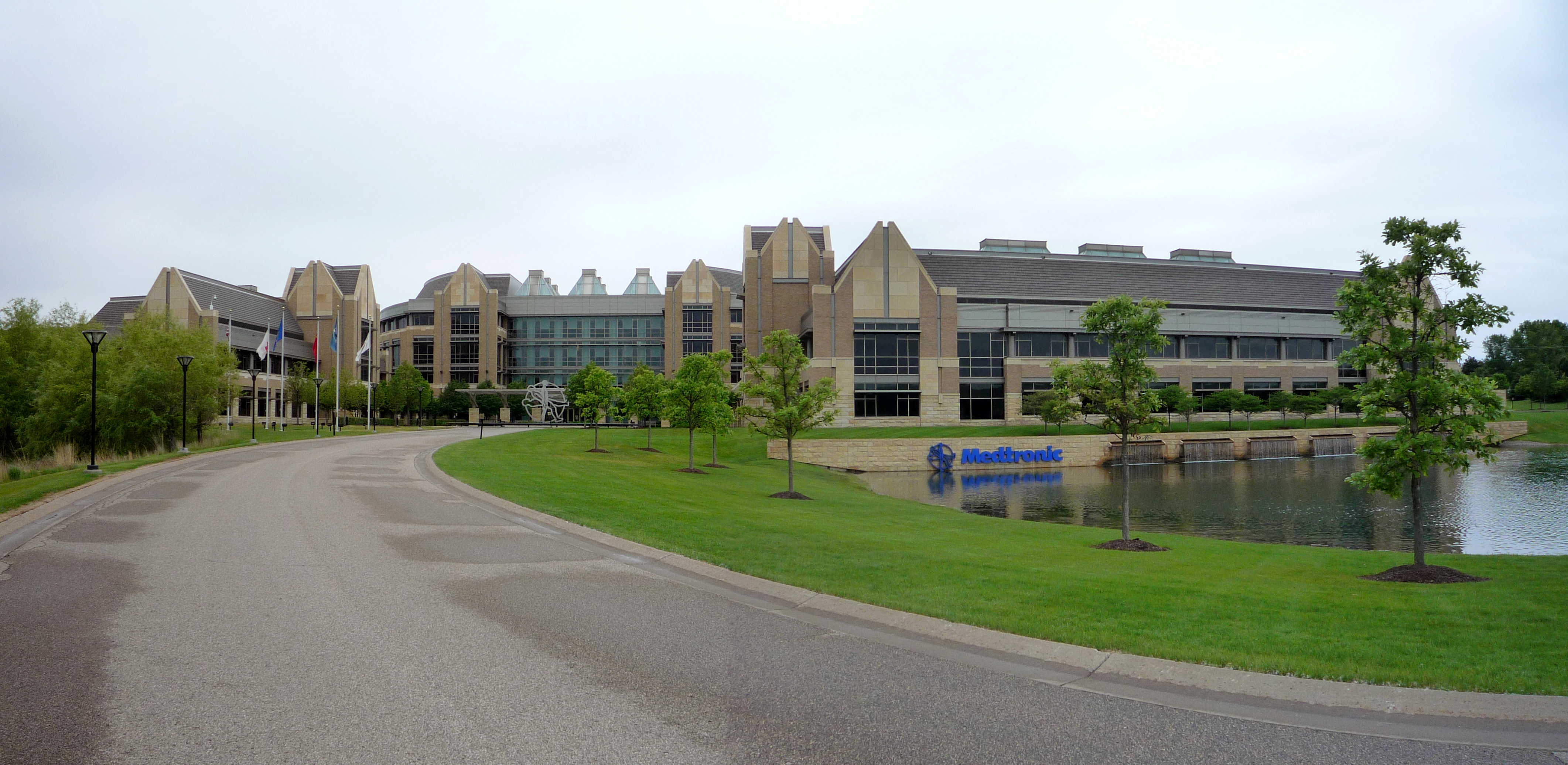
Medtronic, Fridley

Medtronic, Inc. is 's werelds grootste bedrijf dat in medische technologie gespecialiseerd is. De hoofdzetel bevindt zich in Fridley, Minnesota.
Het bedrijf werd opgericht in 1949 door Earl Bakken en Palmer Hermundslie in een garage. De oorspronkelijke bezigheid was het herstellen van defecte medische apparatuur. Medtronic verkocht ook medische toestellen van andere bedrijven en ontwikkelde later zelf medische toestellen.
Medtronic is tegenwoordig eigenaar van het Nederlandse bedrijf Vitatron, dat in 1960 de eerste implanteerbare pacemaker op de markt bracht.
Het hoofdkantoor van Medtronic Europe is gevestigd in Heerlen, Nederland.
Dit is tevens het grootste distributiecentrum van Medtronic in Europa. In 2011 is in Leipzig een tweede distributiecentrum gebouwd in plaats van het eerdere plan om Heerlen uit te breiden. In Maastricht is het Medtronic Bakken Research Center gevestigd.